# Station Diegem
Station Diegem is een spoorwegstation langs spoorlijn 36 (Brussel - Luik) in Diegem, een deelgemeente van de gemeente Machelen. Het is nu een stopplaats.

## Treindienst
| Serie | Treinsoort       | Route                                              | Bijzonderheden             |
| ----- | ---------------- | -------------------------------------------------- | -------------------------- |
| IC 06 | Intercity (NMBS) | Brussels Airport-Zaventem – Brussel-Zuid – Doornik |                            |
| S 2   | GEN (NMBS)       | 's-Gravenbrakel – Brussel-Zuid – Leuven            | Rijdt 1×/u. op zondag.     |
| S 9   | GEN (NMBS)       | Landen – Leuven – Brussel-Schuman – Nijvel         | Rijdt alleen op werkdagen. |

## Galerij

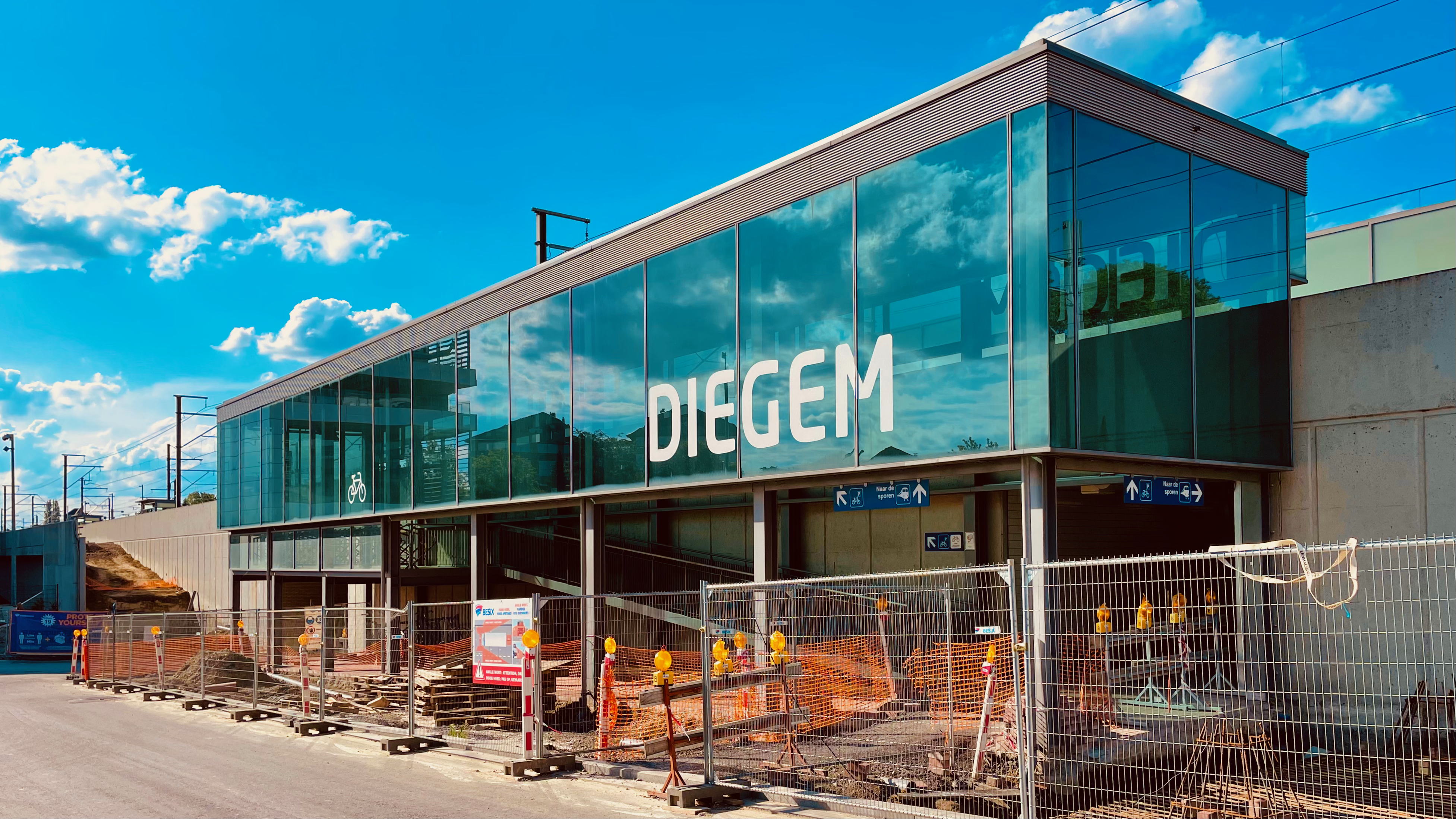
Het station (2021)
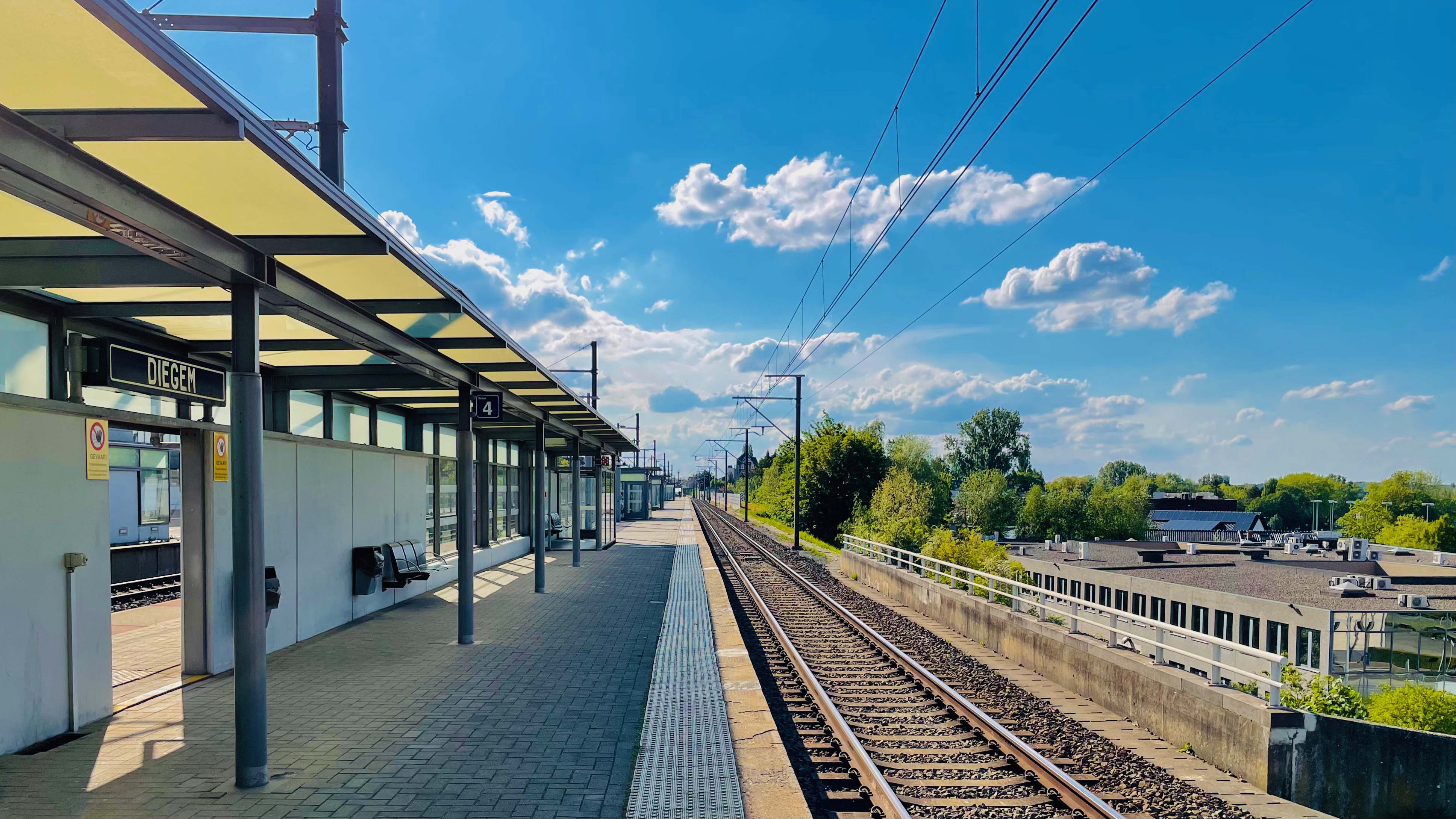
Zicht op een perron en spoor
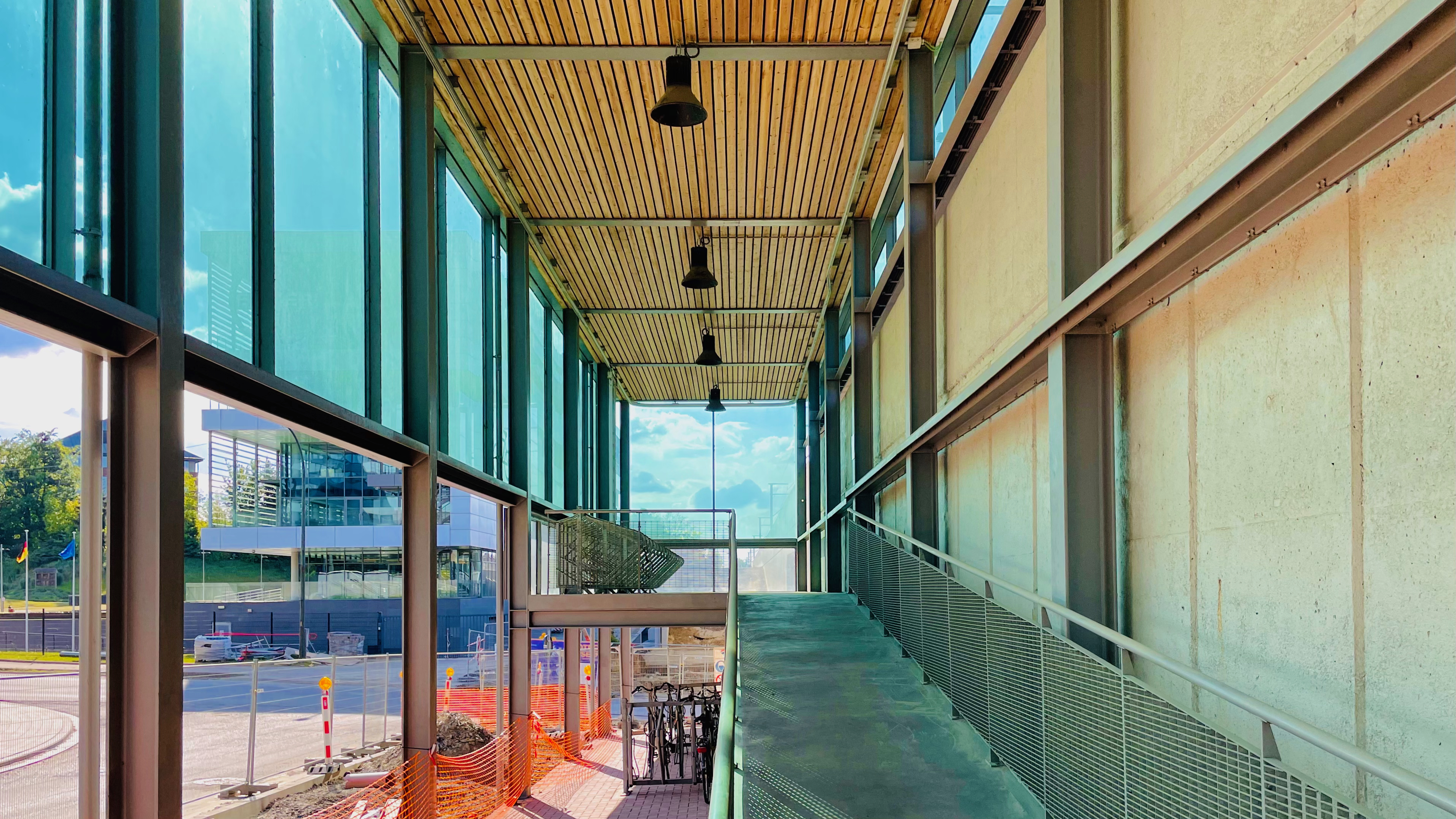
Doorgang naar fietsenstalling
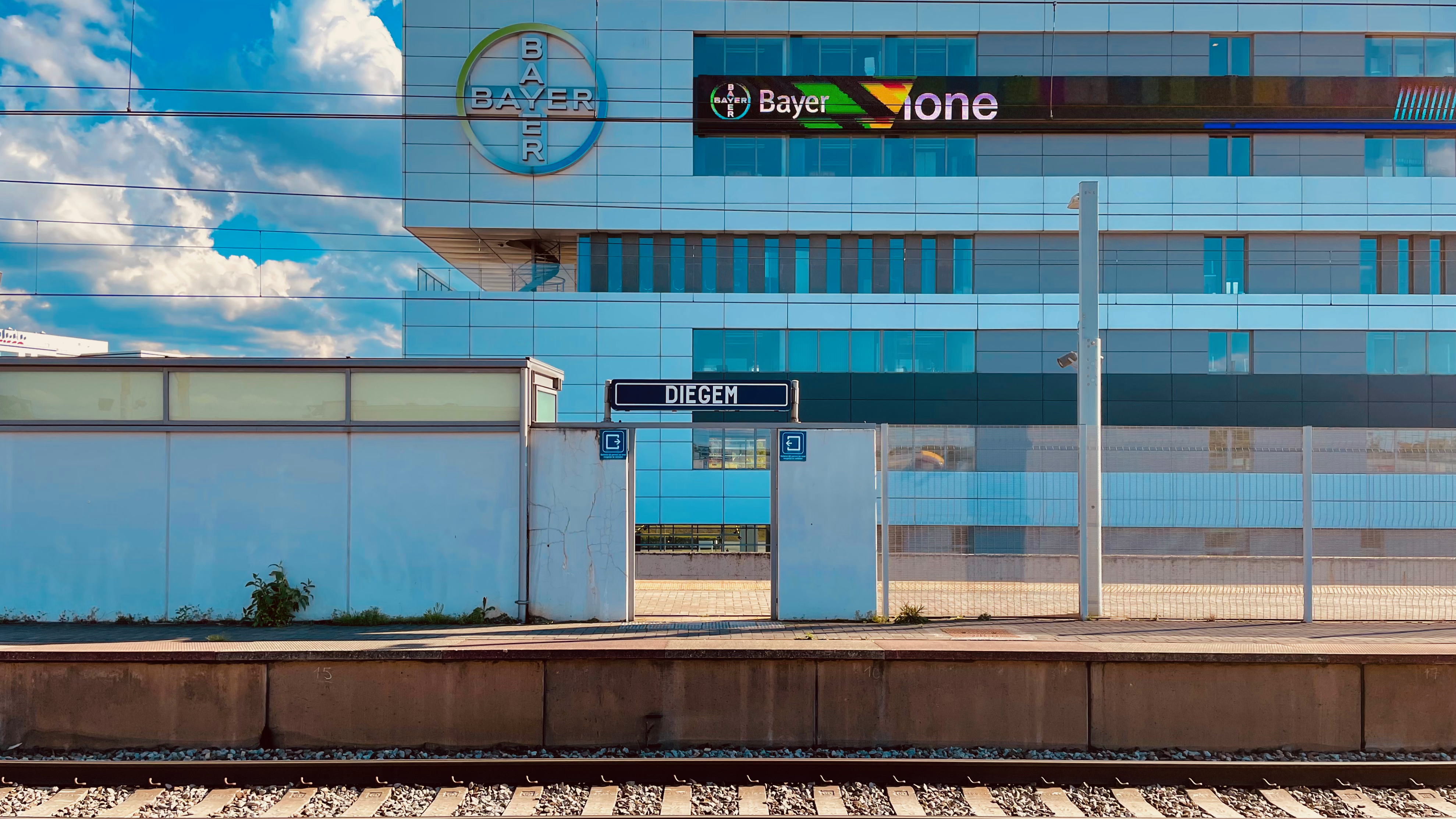
Naambord

## Reizigerstellingen
De grafiek en tabel geven het gemiddeld aantal instappende reizigers weer op een week-, zater- en zondag.
| Tabel: aantal instappende reizigers station Diegem | Tabel: aantal instappende reizigers station Diegem | Tabel: aantal instappende reizigers station Diegem | Tabel: aantal instappende reizigers station Diegem |
|                                                    | Weekdag                                            | Zaterdag                                           | Zondag                                             |
| -------------------------------------------------- | -------------------------------------------------- | -------------------------------------------------- | -------------------------------------------------- |
| 1977                                               | 867                                                | 127                                                | 96                                                 |
| 1978                                               | 741                                                | 101                                                | 73                                                 |
| 1979                                               | 727                                                | 119                                                | 93                                                 |
| 1980                                               | 658                                                | 120                                                | 94                                                 |
| 1981                                               | 612                                                | 110                                                | 88                                                 |
| 1982                                               | 618                                                | 87                                                 | 70                                                 |
| 1983                                               | 522                                                | 83                                                 | 64                                                 |
| 1984                                               | 421                                                | 71                                                 | 76                                                 |
| 1985                                               | 417                                                | 88                                                 | 94                                                 |
| 1986                                               | 391                                                | 80                                                 | 62                                                 |
| 1987                                               | 381                                                | 77                                                 | 79                                                 |
| 1988                                               | 294                                                | 48                                                 | 36                                                 |
| 1989                                               | 225                                                | 47                                                 | 30                                                 |
| 1990                                               | 231                                                | 52                                                 | 41                                                 |
| 1991                                               | 270                                                | 52                                                 | 35                                                 |
| 1992                                               | 276                                                | 43                                                 | 34                                                 |
| 1993                                               | 285                                                | 38                                                 | 53                                                 |
| 1994                                               | 276                                                | 47                                                 | 31                                                 |
| 1995                                               | 250                                                | 35                                                 | 37                                                 |
| 1996                                               | 344                                                | 64                                                 | 39                                                 |
| 1997                                               | 381                                                | 95                                                 | 72                                                 |
| 1998                                               | 429                                                | 72                                                 | 50                                                 |
| 1999                                               | 471                                                | 68                                                 | 45                                                 |
| 2000                                               | 617                                                | 122                                                | 72                                                 |
| 2001                                               | 611                                                | 116                                                | 80                                                 |
| 2002                                               | 545                                                | 82                                                 | 74                                                 |
| 2003                                               | 563                                                | 128                                                | 74                                                 |
| 2004                                               | 907                                                | 112                                                | 112                                                |
| 2005                                               | 885                                                | 164                                                | 156                                                |
| 2006                                               | 1 019                                              | 168                                                | 148                                                |
| 2007                                               | 974                                                | 156                                                | 100                                                |
| 2008                                               | -                                                  | -                                                  | -                                                  |
| 2009                                               | 1 083                                              | 120                                                | 76                                                 |
| 2010                                               | -                                                  | -                                                  | -                                                  |
| 2011                                               | -                                                  | -                                                  | -                                                  |
| 2012                                               | 1 356                                              | 204                                                | 172                                                |
| 2013                                               | 1 167                                              | 235                                                | 156                                                |
| 2014                                               | 1 129                                              | 204                                                | 169                                                |
| 2015                                               | 1 190                                              | 226                                                | 200                                                |
| 2016                                               | 1 177                                              | 288                                                | 217                                                |
| 2017                                               | 1 353                                              | 319                                                | 244                                                |
| 2018                                               | 1 370                                              | 313                                                | 291                                                |
| 2019                                               | 1 357                                              | 453                                                | 337                                                |
| 2020                                               | 669                                                | 252                                                | 179                                                |
| 2021                                               | -                                                  | -                                                  | -                                                  |
| 2022                                               | 1 380                                              | 685                                                | 498                                                |
| 2023                                               | 1 514                                              | 856                                                | 483                                                |
| 2024                                               | 1 710                                              | 721                                                | 549                                                |

0,0: Brussel-Noord ·
2,4: Schaarbeek ·
5,5: Haren-Zuid ·
7,0: Diegem ·
9,4: Zaventem ·
12,0: Nossegem ·
14,7: Kortenberg ·
16,1: Zavelstraat ·
17,8: Erps-Kwerps ·
19,2: Beisem ·
21,1: Veltem ·
24:0: Herent ·
28,8: Leuven ·
34,1: Korbeek-Lo ·
36,1: Lovenjoel ·
40,0: Vertrijk ·
42,0: Roosbeek ·
44,3: Kumtich ·
47,4: Tienen ·
53,8: Ezemaal ·
57,0: Neerwinden ·
60,7: Landen ·
64,0: Gingelom ·
69,0: Jeuk-Rosoux ·
71,5: Corswarem ·
74,5: Waremme ·
77,2: Bleret ·
79,8: Remicourt ·
83,2: Momalle ·
85,4: Fexhe-le-Haut-Clocher ·
87,8: Voroux-Goreux ·
89,9: Bierset-Awans ·
93,4: Ans ·
94,7: Montegnée ·
97,0: Liège-Haut-Pré ·
99,9: Luik-Guillemins